# Chelsea FC (femení)
El Chelsea LFC és la secció femenina del Chelsea FC, un club anglès de futbol. Va ser creada al 1992, i va arribar a la Premier League al 2005. Ha guanyat quatre lligues i dues copes d'Anglaterra, entre d'altres.

## Històric

### Palmarès
- 8 Lligues d'Anglaterra: 2015, 2017-18, 2019-20, 2020-21, 2021-22, 2022-23, 2023-24, 2024-25
- 2 Copes d'Anglaterra: 2014-15, 2017-18.
- 2 Copes de la lliga: 2019-20, 2020-21.
- 1 FA Community Shield: 2020.

### Trajectòria
| Edició | Fase previa ¹ | Setzens de final       | Vuitens de final   | Quarts de final     | Semifinals    | Final        |
| ------ | ------------- | ---------------------- | ------------------ | ------------------- | ------------- | ------------ |
| 15/16  |               | Glasgow City           | VfL Wolfsburg      |                     |               |              |
| 16/17  |               | VfL Wolfsburg          |                    |                     |               |              |
| 17/18  |               | Bayern Múnic           | FC Rosengård       | Montpellier HSC     | VfL Wolfsburg |              |
| 18/19  |               | SFK Sarajevo           | ACF Fiorentina     | Paris Saint-Germain | Olympique Lió |              |
| 19/20  |               |                        |                    |                     |               |              |
| 20/21  |               | Sport Lisboa e Benfica | Atlético de Madrid | VfL Wolfsburg       | Bayern Múnic  | FC Barcelona |

- ¹ Fase de grups. Equip classificat pitjor posicionat en cas d'eliminació o equip eliminat millor posicionat en cas de classificació.

|       | 00/01 | 01/02 | 02/03 | 03/04 | 04/05 | 05/06 | 06/07 | 07/08 | 08/09 | 09/10 | 2011 | 2012 | 2013 | 2014 | 2015 | 2016 | 2017 | 2018 | 2019 | 2020 | 2021 |
| ----- | ----- | ----- | ----- | ----- | ----- | ----- | ----- | ----- | ----- | ----- | ---- | ---- | ---- | ---- | ---- | ---- | ---- | ---- | ---- | ---- | ---- |
| WSL   |       |       |       |       |       | 10    | 8     | 5     | 3     | 3     | 6    | 6    | 7    | 2    | 1    | 2    |      | 1    | 3    | 1    | 1    |
| WSL 2 | 2     | 4     | 6     | 4     | 1     |       |       |       |       |       |      |      |      |      |      |      |      |      |      |      |      |